# Liste des comtesses et reines de Castille
Cet article présente la liste des comtesses et reines du royaume de Castille.

## Dynastie des Cantabrio-Pelagiens (850-1035)
| Nom (dates)                             | Époux | Titres                                                                                                 | Éléments biographiques |
| --------------------------------------- | --- | --- | --- |
| Sancha Diez de las Asturias             | - igue de Castille | - Comtesse de Castille (850-873)                                                                       | - Fille de Diego de las Asturias. - Mère de Diego de Castille. |
| Ansura Fernandez                        | - Diego de Castille | - Comtesse de Castille (873-885)                                                                       | - Fille de Fernan Ansurez et de Numa Moniz de Brañosera. - Mère de Fernando Díaz de Lantarón y Cerezo.                                                                                           |
| Muniadomna (?-935/8)                    | - Gonzalo Fernández de Burgos                                                                                           | - Comtesse de Castille (909-922)                                                                       | - Mère de Ferdinand González de Castille. |
| Sancha de Pampelune (900-959)           | - Ordoño II de León (mariage en 923) - Alvar d'Alava (mariage en 924) - Ferdinand González de Castille (mariage en 932) | - Reine de Galice et de de León (923-924) - Comtesse d'Alava (924-?) - Comtesse de Castille (932-959)  | - Princesse de la dynastie Jiménez. Fille de Sanche Ier de Navarre et de Toda de Navarre. - Mère de García Ier de Castille et d'Urraca de Castille.                                              |
| Urraca de Navarre (?-1041)              | - Ferdinand González de Castille (mariage en 960) - Guillaume Sanche de Gascogne (mariage en 972)                       | - Comtesse de Castille (960-970) - Duchesse de Vasconie (972-996)                                      | - Princesse de la dynastie Jiménez. Fille de García II de Navarre et de Thérèse de León. - Mère de Bernard Guillaume de Gascogne, de Sanche Guillaume de Gascogne et de Brisque de Gascogne.     |
| Alba de Ribagorza (?-988)               | - García Ier de Castille (mariage en 960)                                                                               | - Comtesse de Castille (970-988)                                                                       | - Princesse de la Maison de Pallars-Ribagorza. Fille de Raymond II de Ribagorza et de Gersende de Fésenzac. - Mère de Sanche Ier de Castille et d'Elvire de Castille.                            |
| Urraca de Salvador de Castille (?-1025) | - Sanche Ier de Castille (mariage en 994)                                                                               | - Comtesse de Castille (995-1017)                                                                      | - Mère de Munia Mayor de Castille et de García II de Castille. |
| Munia Mayor de Castille (995-1067)      | - Sanche III Garcés de Navarre (mariage en 1010)                                                                        | - Reine de Navarre et comtesse d'Aragon (1010-1035) - Comtesse de Castille (de plein droit, 1029-1035) | - Princesse de la famille de Lara. Fille de Sanche Ier de Castille et d'Urraca de Salvador de Castille. - Mère de Garcia IV de Navarre, de Ferdinand Ier de León et de Gonzalve Ier de Sobrarbe. |

## Dynastie Jiménez (1035-1126)
| Portrait | Nom (dates)                        | Époux                                                                              | Titres | Éléments biographiques | Armoiries |
| -------- | ---------------------------------- | ---------------------------------------------------------------------------------- | --- | --- | --------- |
|          | Sancha de León (1018-1067)         | - Ferdinand Ier de León (mariage en 1032)                                          | - Reine de Castille (1035-1065) - Reine de León (1037-1065)                                                                            | - Princesse de la famille Beni-Alfons. Fille d'Alphonse V de León et d'Elvira Menéndez. - Mère d'Urraque de Zamora, de Sanche II de Castille, d'Alphonse VI de León et de García II de Galice. |           |
|          | Agnès d'Aquitaine (1059-1078)      | - Alphonse VI de León (mariage en 1069)                                            | - Reine de León (1069-1078) - Reine de Galice (1071-1078) - Reine de Castille (1072-1078)                                              | - Princesse de la Maison de Poitiers-Aquitaine. Fille de Guillaume VIII d'Aquitaine. |           |
|          | Constance de Bourgogne (1046-1092) | - Hugues II de Chalon - Alphonse VI de León (mariage en 1080)                      | - Comtesse de Chalon (?-1078) - Reine de Castille et León (1080-1092)                                                                  | - Princesse de la Maison capétienne de Bourgogne. Fille de Robert Ier de Bourgogne et d'Hélie de Semur. - Mère d'Urraque Ire de León.                                                          |           |
|          | Berthe de Bourgogne (?-1098)       | - Alphonse VI de León (mariage en 1093)                                            | - Reine de Castille et León (1093-1098)                                                                                                | - Princesse de la Maison d'Ivrée. Fille de Guillaume Ier de Bourgogne et d'Étiennette de Bourgogne.                                                                                            |           |
|          | Zaida de Séville (1070-1100)       | - Al Ma'mun ibn Abbad - Alphonse VI de León (mariage en 1098)                      | - Reine de Castille et León (1098-1100)                                                                                                | - Mère d'Elvire de Castille. |           |
|          | Béatrice d'Aquitaine ou d'Este     | - Alphonse VI de León (mariage en 1108)                                            | - Reine de Castille et León (1108-?)                                                                                                   | - |           |
|          | Urraque Ire de León (1081-1126)    | - Raymond de Bourgogne (mariage en 1090) - Alphonse Ier d'Aragon (mariage en 1109) | - Comtesse de Galice (1090-1107) - Reine de León et de Castille (de plein droit, 1009-1126) - Reine d'Aragon et de Navarre (1109-1115) | - Princesse de la dynastie Jiménez. Fille d'Alphonse VI de León et de Constance de Bourgogne. - Mère d'Alphonse VII de León et Castille.                                                       |           |

## Maison d'Ivrée(1126-1369)
| Portrait | Nom (dates)                           | Époux | Titres | Éléments biographiques | Armoiries |
| -------- | ------------------------------------- | --- | --- | --- | --------- |
|          | Bérengère de Barcelone (1108-1149)    | - Alphonse VII de León et Castille (mariage en 1128)                                                                                                | - Reine de Castille et León (1128-1149) | - Princesse de la Maison de Barcelone. Fille de Raimond-Bérenger III de Barcelone et de Douce de Gévaudan. - Mère de Sanche III de Castille, de Constance de Castille, de Ferdinand II de León et de Sancha de Castille.               |           |
|          | Richezza de Pologne (1140-1185)       | - Alphonse VII de León et Castille (mariage en 1152) - Raimond-Bérenger II de Provence (mariage en 1161) - Albert III d'Everstein (mariage en 1167) | - Reine de Castille et León (1152-1157) - Comtesse de Provence (1161-1166) - Comtesse d'Everstein (1167-1185)                                                                           | - Princesse de la Maison Piast. Fille de Ladislas II le Banni et d'Agnès de Babenberg. - Mère de Sancha de Castille et de Douce II de Provence.                                                                                        |           |
|          | Aliénor d'Angleterre (1161-1214)      | - Alphonse VIII de Castille (mariage en 1170) | - Reine de Castille (1170-1214) | - Princesse de la Maison Plantagenêt. Fille d'Henri II d'Angleterre et d'Aliénor d'Aquitaine. - Mère de Bérengère Ire de Castille, d'Urraque de Castille, de Blanche de Castille, d'Aliénor de Castille et d'Henri Ier de Castille.    |           |
|          | Mafalda de Portugal (1195-1256)       | - Henri Ier de Castille (mariage en 1215) | - Reine de Castille (1215-1216) | - Princesse de la Maison de Bourgogne. Fille de Sanche Ier de Portugal et de Douce d'Aragon. |           |
|          | Bérengère Ire de Castille (1180-1246) | - Alphonse IX de León | - Reine de León et de Galice (1197-1209) - Régente de Castille (1214-1217) - Reine de Castille (de plein droit, 1217)                                                                   | - Princesse de la Maison d'Ivrée. Fille d'Alphonse VIII de Castille et d'Aliénor d'Angleterre. - Mère de Ferdinand III de Castille et de Bérengère de León.                                                                            |           |
|          | Béatrice de Souabe (1205-1235)        | - Ferdinand III de Castille (mariage en 1219) | - Reine de Castille (1219-1235) - Reine de León (1230-1235) | - Princesse de la Maison de Hohenstaufen. Fille de Philippe de Souabe et d'Irène Ange. - Mère d'Alphonse X de Castille, d'Henri de Castille et de Philippe de Castille.                                                                |           |
|          | Jeanne de Dammartin (1220-1279)       | - Ferdinand III de Castille (mariage en 1237) - Jean de Nesle (mariage en 1254)                                                                     | - Comtesse d'Aumale (de plein droit, 1237-1279) - Reine de Castille et León (1237-1252) - Comtesse de Ponthieu (de plein droit, 1251-1279) - Dame de Falvy et de La Hérelle (1254-1279) | - Princesse de la Maison de Dammartin-en-Goële. Fille de Simon de Dammartin et de Marie de Ponthieu. - Mère de Ferdinand II d'Aumale et d'Éléonore de Castille.                                                                        |           |
|          | Yolande d'Aragon (1236-1300)          | - Alphonse X de Castille (mariage en 1246) | - Reine de Castille et León (1252-1284) | - Princesse de la Maison de Barcelone. Fille de Jacques Ier d'Aragon et de Yolande de Hongrie. - Mère de Bérengère de Castille, de Béatrice de Castille, de Ferdinand de la Cerda, de Sanche IV de Castille et de Yolande de Castille. |           |
|          | María de Molina (1265-1321)           | - Sanche IV de Castille (mariage en 1281) | - Reine de Castille et León (1284-1295) - Dame de Molina (de plein droit, 1293-1321) - Régente de Castille et León (1295-1302 et 1312-1321)                                             | - Princesse de la Maison d'Ivrée. Fille d'Alphonse de Molina et de Mayor Téllez de Meneses. - Mère d'Isabelle de Castille, de Ferdinand IV de Castille et de Béatrice de Castille.                                                     |           |
|          | Constance de Portugal (1290-1313)     | - Ferdinand IV de Castille (mariage en 1302) | - Reine de Castille et León (1302-1312) | - Princesse de la Maison de Bourgogne. Fille de Denis Ier de Portugal et d'Élisabeth d'Aragon. - Mère d'Éléonore de Castille et d'Alphonse XI de Castille.                                                                             |           |
|          | Constance de Castille (1323-1345)     | - Alphonse XI de Castille (mariage en 1325) - Pierre Ier de Portugal (mariage en 1340)                                                              | - Reine de Castille et León (1325-1327) - Infante de Portugal (1340-1345) | - Princesse de la Maison d'Ivrée. Fille de Juan Manuel de Castille et de Constance d'Aragon. - Mère de Marie de Portugal et de Ferdinand Ier de Portugal.                                                                              |           |
|          | Marie de Portugal (1313-1357)         | - Alphonse XI de Castille (mariage en 1328) | - Reine de Castille et León (1328-1350) | - Princesse de la Maison de Bourgogne. Fille d'Alphonse IV de Portugal et de Béatrice de Castille. - Mère de Pierre Ier de Castille.                                                                                                   |           |
|          | Blanche de Bourbon (1339-1361)        | - Pierre Ier de Castille (mariage en 1353) | - Reine de Castille et León (1353-1361) | - Princesse de la Maison de Bourbon. Fille de Pierre Ier de Bourbon et d'Isabelle de Valois. |           |

## Maison de Trastamare(1369-1555)
| Portrait | Nom (dates)                          | Époux                                     | Titres | Éléments biographiques | Armoiries |
| -------- | ------------------------------------ | ----------------------------------------- | --- | --- | --------- |
|          | Jeanne Manuel de Villena (1339-1381) | - Henri II de Castille (mariage en 1350)  | - Duchesse de Villena (de plein droit, 1361-1381) - Reine de Castille et León (1369-1379) - Dame de Biscaye (de plein droit, 1369-1381)                                                                                              | - Princesse de la Maison d'Ivrée. Fille de Juan Manuel de Castille et de Blanche de la Cerda. - Mère de Jean Ier de Castille et d'Éléonore de Castille. |           |
|          | Éléonore d'Aragon (1358-1382)        | - Jean Ier de Castille (mariage en 1375)  | - Reine de Castille et León (1379-1382) | - Princesse de la Maison de Barcelone. Fille de Pierre IV d'Aragon et d'Éléonore de Sicile. - Mère d'Henri III de Castille et de Ferdinand Ier d'Aragon. |           |
|          | Béatrice de Portugal (1373-1412)     | - Jean Ier de Castille (mariage en 1383)  | - Reine de Castille et León (1383-1390) - Reine de Portugal (de plein droit, 1383-1384) | - Princesse de la Maison de Bourgogne. Fille de Ferdinand Ier du Portugal et d'Éléonore Teles de Menezes. |           |
|          | Catherine de Lancastre (1373-1418)   | - Henri III de Castille (mariage en 1388) | - Princesse des Asturies (1388-1390) - Reine de Castille et León (1390-1406) - Régente de Castille et León (1406-1418) | - Princesse de la Maison de Lancastre. Fille de Jean de Gand et de Constance de Castille. - Mère de Marie de Castille, de Catherine de Castille et de Jean II de Castille.                                                                                        |           |
|          | Marie d'Aragon (1396-1445)           | - Jean II de Castille (mariage en 1420)   | - Reine de Castille et León (1420-1445) | - Princesse de la Maison de Trastamare. Fille de Ferdinand Ier d'Aragon et d'Éléonore d'Albuquerque. - Mère d'Henri IV de Castille. |           |
|          | Isabelle de Portugal (1428-1496)     | - Jean II de Castille (mariage en 1447)   | - Reine de Castille et León (1447-1454) | - Princesse de la Maison d'Aviz. Fille de Jean de Portugal et d'Isabelle de Bragance. - Mère d'Isabelle Ire de Castille. |           |
|          | Jeanne de Portugal (1438-1475)       | - Henri IV de Castille (mariage en 1455)  | - Reine de Castille et León (1455-1474) | - Princesse de la Maison d'Aviz. Fille d'Édouard Ier de Portugal et d'Éléonore d'Aragon. - Mère de Jeanne de Castille. |           |
|          | Isabelle Ire de Castille (1451-1504) | - Ferdinand II d'Aragon (mariage en 1469) | - Princesse des Asturies (de plein droit, 1468-1470) - Reine de Castille et León (de plein droit, 1474-1504) - Reine d'Aragon, de Majorque, de Valence et de Sicile, comtesse de Barcelone (1479-1504) - Reine de Naples (1503-1504) | - Princesse de la Maison de Trastamare. Fille de Jean II de Castille et d'Isabelle de Portugal. - Mère d'Isabelle d'Aragon, de Jean d'Aragon, de Jeanne Ire de Castille, de Marie d'Aragon et de Catherine d'Aragon.                                              |           |
|          | Jeanne Ire de Castille (1479-1555)   | - Philippe Ier le Beau (mariage en 1496)  | - Souveraine des Pays-Bas (1496-1506) - Princesse des Asturies (de plein droit, 1500-1504) - Reine de Castille (de plein droit, 1504-1555) - Reine d'Aragon, de Sicile et de Naples (de plein droit, 1516-1555)                      | - Princesse de la Maison de Trastamare. Fille de Ferdinand II d'Aragon et d’Isabelle Ire de Castille. - Mère d'Éléonore de Habsbourg, de Charles Quint, d'Isabelle d'Autriche, de Ferdinand Ier du Saint-Empire, de Marie de Hongrie et de Catherine de Castille. |           |

## Sources
- Marek, « Ruler of Castile », Genealogy.EU Marek, « Ruler of Castile », Genealogy.EU Marek, « Ruler of Castile », Genealogy.EU Marek, « Ruler of Castile », Genealogy.EU [source auto-publiée]
- Marek, « Ruler of Leon », Genealogy.EU Marek, « Ruler of Leon », Genealogy.EU Marek, « Ruler of Leon », Genealogy.EU Marek, « Ruler of Leon », Genealogy.EU [source auto-publiée]